# نیدرشتادتفلد
نیدرشتادتفلد (به آلمانی: Niederstadtfeld) یک شهر در آلمان است که در فولکانایفل واقع شده‌است. نیدرشتادتفلد ۵۰۵ نفر جمعیت دارد.